# Grammia ceramica
Grammia ceramica är en fjärilsart som beskrevs av Jacob Hübner 1816. Grammia ceramica ingår i släktet Grammia och familjen björnspinnare. Inga underarter finns listade i Catalogue of Life.